# Kis büdöske
A kis büdöske (Tagetes patula) a fészkesvirágzatúak (Asterales) rendjébe és az őszirózsafélék (Asteraceae) családjába tartozó faj.

## Előfordulása
A kis büdöske eredeti előfordulási területe Mexikó és Guatemala.
Manapság világszerte közkedvelt kerti virág, parkokban dísznövényként ültetik. A lepkekiállításokon is szívesen tartják.

## Megjelenése
Egyéves növény, mely általában 30-50 centiméter magasra nő meg. A levelében erős szagú olajok vannak, amelyek riasztják a rovarokat, beleértve a címeres poloskákat is.

## Szaporodása
Az őshazájában, azaz Mexikó hegységeiben, szeptembertől, egészen az első fagyig virágzik; másutt - az éghajlati feltételeknek megfelelően - a virágzási ideje júliustól októberig tart. A termés, mely egyetlen magot tartalmazó tokból áll, két hét után megérik és leeseik a növényről. A virága kétivarú; a megporzást főleg a bogarak végzik, azonban egyéb rovarok is megtehetik.

## Források

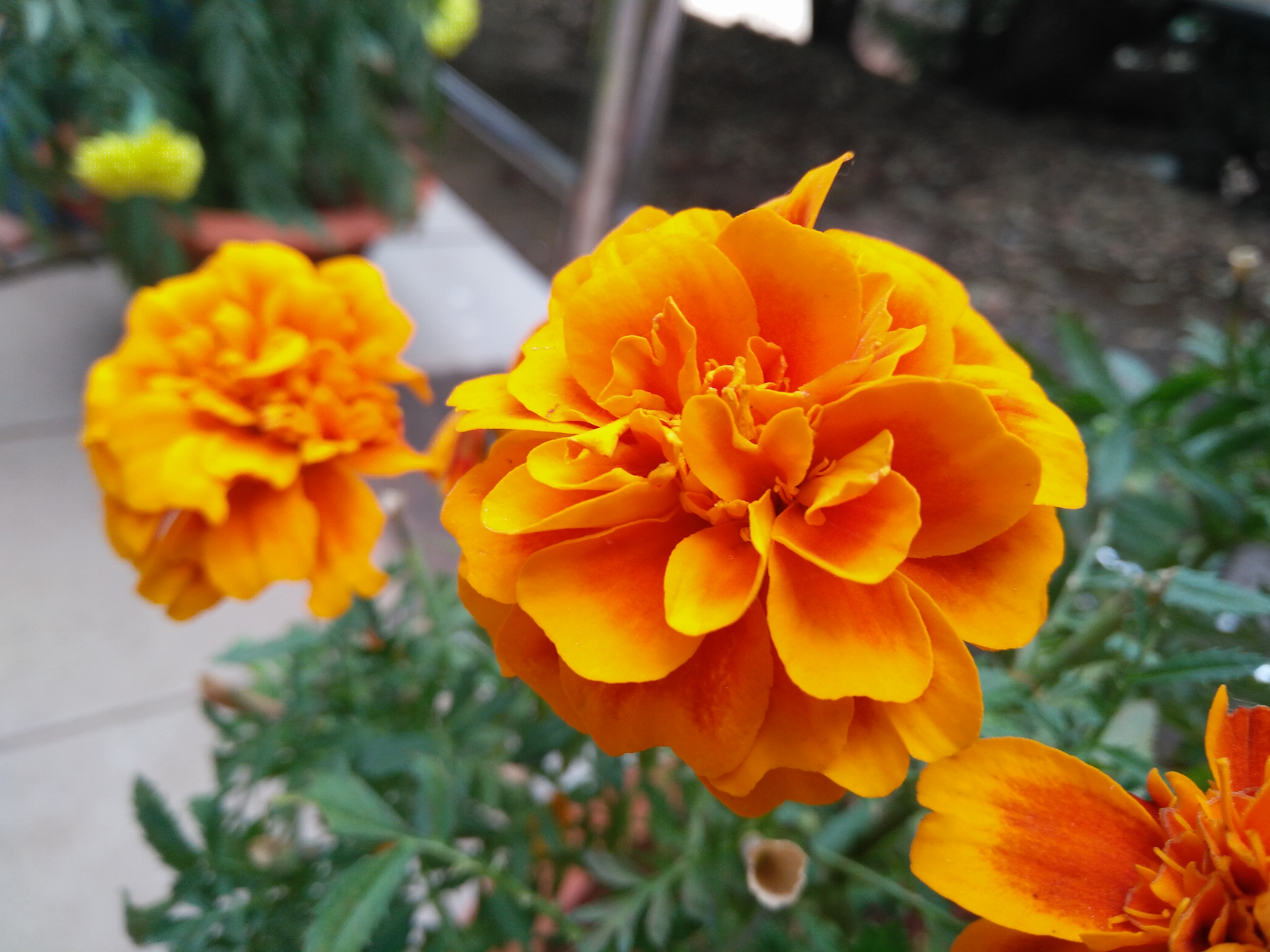
Virágai

### Fordítás
- Ez a szócikk részben vagy egészben  a   Tagetes patula című angol Wikipédia-szócikk ezen változatának fordításán alapul.  Az eredeti cikk szerkesztőit annak laptörténete sorolja fel. Ez a jelzés csupán a megfogalmazás eredetét és a szerzői jogokat jelzi, nem szolgál a cikkben szereplő információk forrásmegjelöléseként.